# Дуровское сельское поселение (Смоленская область)
Дуровское сельское поселение — упразднённое муниципальное образование в составе Сафоновского района Смоленской области России. Административный центр — деревня Дурово.

## История
Образовано Законом Смоленской области от 28 декабря 2004 года.  Упразднено Законом Смоленской области от 20 декабря 2018 года: все его населённые пункты были включены в Барановское сельское поселение.

## Население
| 1995 | 1996 | 1997 | 1998 | 1999 | 2000 | 2001 |
| ---- | ---- | ---- | ---- | ---- | ---- | ---- |
| 763  | ↘736 | ↘734 | ↗737 | ↘713 | ↘697 | ↘687 |
| 2002 | 2003 | 2004 | 2005 | 2006 | 2007 | 2011 |
| ↘669 | ↘651 | ↘627 | ↘621 | ↘616 | ↗628 | ↘544 |
| 2012 | 2013 | 2014 | 2015 | 2016 | 2017 | 2018 |
| ↗550 | ↗583 | ↗608 | ↗622 | ↗626 | ↗628 | ↘625 |
| 2019 |      |      |      |      |      |      |
| ↘606 |      |      |      |      |      |      |

## Географические данные
- Общая площадь: 90,63 км²
- Расположение: центральная часть Сафоновского района
- Граничило:
  - на севере — с Николо-Погореловским сельским поселением
  - на востоке — с Прудковским сельским поселением
  - на юге и юго-западе — с Барановским сельским поселением
  - на северо-западе — с Беленинским сельским поселением
- По территории поселения проходит автомобильная дорога М1 «Беларусь».
- По территории поселения проходит железная дорога Москва — Минск, имеется станция: Дурово.
- Крупные реки: Днепр, Вопец, Вержа; озеро: Поганое.

## Населённые пункты
На территории поселения находилось 16 населённых пунктов.
- Дурово, деревня — административный центр
- Владимировское, деревня
- Диндино, деревня
- Дурово, станция
- Жугино, деревня
- Забелино, деревня
- Иваники, деревня
- Костенки, деревня
- Мяхново, деревня
- Надежда, деревня
- Ново-Мяхново, деревня
- Пушково, деревня
- Семеньково, деревня
- Хорошонки, деревня
- Храмцово, деревня
- Ямище, деревня

## Экономика
Сельхозпредприятия, АЗС на автодороге М1.